# Гай Юлий Корнут Тертул
Гай Юлий Корнут Тертул (на латински: Gaius Iulius Cornutus Tertullus; * 45 г.; † 117 г.) e сенатор на Римската империя през 1 и 2 век.

## Произход и кариера
Произлиза от Перге в Памфилия. Император Нерон го допуска до Сената, през 73/74 г. император Веспасиан му дава censura inter praetorios adlectus. След това той става проконсул на Нарбонска Галия.
По времето на император Домициан той е в кръга на Гай Хелвидий Приск и учи философия и стоицизъм. През 97 г. е префект aerarii Saturni. През септември и октомври 100 г. Корнут става суфектконсул заедно с Плиний Млади. След това е curator viae Aemiliae на Виа Емилия и служи като легат в Аквитания. През 111 г. е легат (legatus Augusti pro praetore) на Витиния и Понт при проконсула Плиний. През 116/117 г. Корнут е проконсул на Африка.

## Деца
- Юлия Тертула, съпруга на Луций Юлий Марин Цецилий Симплекс (суфектконсул 101 г.).